# Edgar Rubin

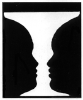
La più nota figura di Rubin (coppa e due profili, 1915)

Edgard Rubin (Copenaghen, 6 settembre 1886 – Holte, 3 maggio 1951) è stato uno psicologo danese, che condusse attorno al 1915 delle analisi approfondite sulle caratteristiche del fenomeno di Figura-Sfondo, studiato anche dalla Scuola di Psicologia della Gestalt.

## I principi
Grazie ai suoi studi delineò le condizioni per cui determinate zone assumono il ruolo di "figura" e a altre di "sfondo". Tali condizioni sono: la grandezza relative delle parti, i loro rapporti topologici e i tipi dei loro margini .
In particolare:
1. Esiste un effetto di forma che ha la figura ma non lo sfondo. La figura ha quindi carattere oggettuale mentre gli sfondi hanno carattere di sostanza.
2. Esiste anche la visione del colore, il colore epifanico appartiene alla figura, quello diafanico allo sfondo. Le figure hanno carattere oggettuale anche nel colore (aspetto compatto e materiale), gli sfondi colore filmare (uniforme e meno denso).
3. Figure e sfondi appaiono localizzati in posizioni diverse, le figure sono più facili da localizzare e sembrano più vicine.
4. La figura colpisce di più, è più significativa e quindi viene ricordata meglio. Anche le emozioni sono solitamente collegate ad una figura, più che ad uno sfondo.
5. La figura assume la forma tracciata dal contorno, testimoniando che il margine appartiene unilateralmente alla figura e non allo sfondo (appartenenza unilaterale dei contorni ).

## Opere
- Edgar Rubin, Visuell wahrgenommene Figuren, Copenaghen, Gyldendals, 1921.